# Chmielewo (gromada w powiecie łomżyńskim)
Chmielewo – dawna gromada, czyli najmniejsza jednostka podziału terytorialnego Polskiej Rzeczypospolitej Ludowej w latach 1954–1972.
Gromady, z gromadzkimi radami narodowymi (GRN) jako organami władzy najniższego stopnia na wsi, funkcjonowały od reformy reorganizującej administrację wiejską przeprowadzonej jesienią 1954 do momentu ich zniesienia z dniem 1 stycznia 1973, tym samym wypierając organizację gminną w latach 1954–1972.
Gromadę Chmielewo z siedzibą GRN w Chmielewie utworzono – jako jedną z 8759 gromad – w powiecie łomżyńskim w woj. białostockim, na mocy uchwały nr 18/V WRN w Białymstoku z dnia 4 października 1954. W skład jednostki weszły obszary dotychczasowych gromad Chmielewo, Korytki, Grądy, Dzierzgi, Sulimy, Jankowo Skarbowo i Jankowo Młodzianowo ze zniesionej gminy Miastkowo w tymże powiecie. Dla gromady ustalono 12 członków gromadzkiej rady narodowej.
31 grudnia 1959 z gromady Chmielewo wyłączono wieś Korytki Leśne włączając ją do gromady Miastkowo, po czym gromadę Chmielewo zniesiono włączając jej (pozostały) obszar do nowo utworzonej gromady Nowogród.